# شهرستان فیشر (تگزاس)
شهرستان فیشر، تگزاس (به انگلیسی: Fisher County, Texas) یک سکونتگاه مسکونی در ایالات متحده آمریکا است که در تگزاس واقع شده‌است.

## خصوصیات
شهرستان فیشر ۲٬۳۳۶٫۱۸ کیلومترمربع مساحت دارد.